# Michael van der Tuuk
Michael van der Tuuk (Heerenveen, 28 maart 1781 - Veendam, 29 januari 1842) was advocaat en notaris te Veendam en politicus in de Nederlandse provincie Groningen.

## Leven en werk
Van der Tuuk werd in maart 1781 te Heerenveen geboren als zoon van de predikant Marcus van der Tuuk en Romkjen van Terwisga. Het gezin verhuisde in 1790 naar Veendam, toen zijn vader daar een beroep had aanvaard als predikant. Van der Tuuk studeerde vanaf 1799 rechten aan de universiteit van Groningen en promoveerde aldaar in 1803. Na zijn afstuderen vestigde hij zich  als advocaat en notaris te Veendam. Hij was lid van Provinciale Staten van Groningen van 1817 tot 1820 en gedeputeerde van Groningen van 1819 tot 1820. Het jaar voor zijn overlijden werd hij nogmaals gekozen tot lid van Provinciale Staten. Hij overleed in januari 1842 te Veendam.
Van der Tuuk trouwde op 15 maart 1806 met Anna Jacoba Wilhelmina Munthinge uit Veendam. Na haar overlijden hertrouwde hij op 3 april 1811 met Ellegonda Durandina Dijck, dochter van de Gasselter predikant Johannes Dijck en Margaretha Verschuir. Hun dochter Romelia trouwde met de predikant Abraham Rutgers van der Loeff.